# Клир Лејк (Минесота)
Клир Лејк (енгл. Clear Lake) град је у америчкој савезној држави Минесота.

## Демографија
По попису из 2010. године број становника је 545, што је 279 (104,9%) становника више него 2000. године.
| Група             | 2000.       | 2010.       |
| Белци             | 256 (96,2%) | 536 (98,3%) |
| Афроамериканци    | 2 (0,8%)    | 0 (0,0%)    |
| Азијати           | 1 (0,4%)    | 1 (0,2%)    |
| Хиспаноамериканци | 3 (1,1%)    | 1 (0,2%)    |
| Укупно            | 266         | 545         |